# Ettogrado
L'ettogrado è una misura di riferimento utilizzata nella compravendita del vino.
Risulta difficile trovare la definizione più idonea. Per comodità si usa dire che un ettogrado è "il prezzo di 100 litri di vino ad un grado alcolico", anche se risulterebbe più corretto individuarlo come "il volume di 100 litri di vino ad un grado alcolico". Se un vino viene pagato alla cifra di 4 euro ad ettogrado significa che sul mercato 100 litri di vino  vengono pagati 4 euro per ogni suo grado alcolico.
Il prezzo del vino si può facilmente calcolare in base alla sua gradazione alcolica. Ad esempio, ipotizzando che il prezzo ad ettogrado sia di 4 euro, 100 litri di un vino a 12 gradi alc. verranno pagati 4 euro x 12° alc. (cioè 48 euro); per cui, un litro dello stesso vino verrà pagato 48 euro/100 litri (0,48 euro al litro).
La formula è: euro/litro = (ettogrado/litro) x (gradi alcolici del vino/100)